# Конвой №4521
Конвой № 4521 — японський конвой часів Другої світової війни, проведення якого відбувалось у травні 1943-го.
Вихідним пунктом конвою був атол Трук у центральній частині Каролінських островів, де ще до війни створили потужну базу японського ВМФ, з якої до лютого 1944-го провадились операції в цілому ряді архіпелагів. Пунктом призначення став розташований у Токійській затоці порт Йокосука, що під час війни був обраний як базовий для логістики Труку.
До конвою увійшли транспорти «Оноє-Мару», «Нічіро-Мару», «Могамігава-Мару», «Нічідзуй-Мару» (Nichizui Maru), «Ямагірі-Мару» і флотське судно постачання «Мамія», тоді як ескорт забезпечували есмінець «Юдзукі» та переобладнаний мінний загороджувач «Тацумія-Мару» (Tatsumiya Maru).
Загін вийшов у море 21 травня 1943-го. 25 травня він пройшов повз Маріанські острови, при цьому додаткову охорону забезпечував переобладнаний сітьовий загороджувач «Шуко-Мару» (Shuko Maru), а від конвою відокремились та зайшли на острів Сайпан «Могамігава-Мару», «Нічідзуй-Мару» та «Ямагірі-Мару» (можливо відзначити, що «Могамігава-Мару» невдовзі знову рушить до Йокосуки з конвоєм № 4526).
У підсумку конвою № 4521 вдалось успішно подолати весь маршрут і 30 травня він досягнув Йокосуки.